# Molophilus multisetosus
Molophilus multisetosus är en tvåvingeart som beskrevs av Alexander 1936. Molophilus multisetosus ingår i släktet Molophilus och familjen småharkrankar. Inga underarter finns listade i Catalogue of Life.